# Локтіонов Андрій Федорович
Андрій Федорович Локтіонов (28 листопада 1909 — 9 червня 1982) —  радянський військовий льотчик, Герой Радянського Союзу (1941), у роки німецько-радянської війни командир ескадрильї 249-го винищувального авіаційного полку 44-ї винищувальної авіаційної дивізії 6-ї армії Південного фронту.

## Біографія
Народився 28 листопада 1909 року в селі Подкопаєво (нині Малоархангельского району Орловської області) в сім'ї робітника. Росіянин. Закінчив неповну середню школу. Працював кранівником мостового крана на заводі «Серп і молот» в Москві.
У Червоній Армії з 1930 року. У 1932 році закінчив Сталінградську військово-авіаційну школу пілотів.
Учасник німецько-радянської війни з червня 1941 року.  Будучи командиром ескадрильї 249-го винищувального авіаційного полку (44-а винищувальна авіаційна дивізія, 6-а армія, Південний фронт) капітан Андрій Локтіонов до 25 вересня 1941 скоїв 83 бойових вильоти на розвідку і знищення живої сили і бойової техніки противника, завдавши йому значних втрати.
Указом Президії Верховної Ради СРСР від 20 листопада 1941 за зразкове виконання бойових завдань командування на фронті боротьби із загарбниками і проявлені при цьому мужність і героїзм, капітану Андрію Федоровичу Локтіонову присвоєно звання Героя Радянського Союзу з врученням ордена Леніна і медалі «Золота Зірка» (№ 688).
Після війни продовжував службу у ВПС СРСР.
З 1964 року підполковник А. Ф. Локтіонов – у запасі. Жив і працював у місті Кисловодську Ставропольського краю. Помер 9 червня 1982 року.